# Casey Sander
Pour les articles homonymes, voir Sander.
Casey Sander est un acteur américain né le 6 juillet 1956 à Washington, District of Columbia (États-Unis).

## Filmographie

### Cinéma
- 1984 : Body Double : Man #2
- 1985 : Moving Violations : Cop with Joan
- 1986 : Stewardess School : Dudley
- 1986 : Ratboy : Stagehand
- 1987 : Dragnet : Phoney Cop #1
- 1988 : Le Mot de la fin (Punchline) : Ernie the Bartender
- 1990 : Les Extraterrestres en balade (Spaced Invaders) de Patrick Read Johnson : Radio Announcer
- 1990 : Predator 2 : Federal Team
- 1992 : Wild Orchid II: Two Shades of Blue : Captain Edwards
- 1996 : Crosscut : Max Dodger
- 1999 : Lord of the Road
- 2006 : 16 blocs (16 Blocks) : Capitaine Gruber
- 2006 : The Shaggy Dog : Leader

### Télévision
- 1985 : Droit de vengeance (Streets of Justice) : Police Deputy
- 1986 : Des jours et des vies ("Days of Our Lives") (série télévisée) : Billings
- 1989 : Money, Power, Murder. de Lee Philips (téléfilm) : Marty
- 1990 : Beach Boys - Rêves d'été (Summer Dreams: The Story of the Beach Boys) : Mike Love
- 1991 : Piège de feu (Fire! Trapped on the 37th Floor) : Capitaine Hunt
- 1991 : Cauchemar (Don't Touch My Daughter) : Jerry Fisher
- 1991 : Collège, flirt et rock'n'roll (For the Very First Time') : Buddy
- 1991 : Doublecrossed : Ron Caffrey
- 1992 : Extrême Jalousie (Willing to Kill: The Texas Cheerleader Story) titre français : Assassinat sur commande : Tony
- 1993 : Rio Diablo : Rosco Binder
- 1994 : Sans dessus dessous (Summertime Switch) : Sergeant Waldren
- 1995 : La Vérité en face (téléfilm, 1995) : Off. Kurtz
- 1996 : Panique sur le vol 285 (Hijacked: Flight 285) : Steve Young
- 1996 : Dying to Be Perfect: The Ellen Hart Pena Story : Dave Shattuck
- 1999 : Le Tourbillon des souvenirs (A Memory in My Heart)
- 2000 : Tucker (série télévisée) : Capt. Jimmy Wennick
- 2001 : Buffy contre les vampires (série télévisée) : Tony Harrys (1 épisode)
- 2001 : Malcolm : Capitaine James
- 2004 : The Trail to Hope Rose : Richard Johnson
- 2005 : Roman Noir (Mystery Woman: Mystery Weekend) (Téléfilm) : Chief Connors
- 2005 : Roman Noir (Mystery Woman: Snapshot) (Téléfilm) : Chief Connors
- 2005 : Roman Noir (Mystery Woman: Sing Me a Murder) (Téléfilm) : Chief Connors
- 2005 : Roman Noir (Mystery Woman: Vision of a Murder) (Téléfilm) : Chief Connors
- 2005 : Roman Noir (Mystery Woman: Game Time) (Téléfilm) : Chief Connors
- 2005 : Détective : Quinn
- 2006 : Roman Noir (Mystery Woman: At first sight) (Téléfilm) : Chief Connors
- 2006 : Roman Noir (Mystery Woman: Wild west mystery) (Téléfilm) : Chief Connors
- 2006 : Roman Noir (Mystery Woman: Oh Baby) (Téléfilm) : Chief Connors
- 2006 : Roman Noir (Mystery Woman: Redemption) (Téléfilm) : Chief Connors
- 2007 : Roman Noir (Mystery Woman: In the shadows) (Téléfilm) : Chief Connors
- 2010 : Mentalist (saison 3 épisode 25) : Sheriff Hughes
- 2011 : The Middle (saison 3&4) : Jack Tracey le recruteur de football
- 2012-2019 : The Big Bang Theory : Père de Bernadette